# John Cunningham
John Cunningham (1729, Dublin – 18. září 1773, Newcastle upon Tyne) byl ve své době oblíbeným anglickým básníkem a dramatikem původem z Irska.

## Život
Jeho rodiče pocházeli ze Skotska a povznesli se na společenském žebříčku díky tomu, že vyhráli v loterii. Proto také mohl začít studovat na Drogheda Grammar School, ale když jeho otec učinil úpadek, musel školu opustit. Byl přitahován herectvím, psát začal již ve dvanácti letech a v sedmnácti napsal veselohru Love in a Mist. Jako herec působil v Dublinu a Edinburghu, ale především v Newcastle, kde se rozhodl usadit. Působil zde také jako člen divadelní společnosti, která hrála po celé Northumbrii. Stal se přítelem pana a paní Slackových, vlastníků Newcastle Chronicle a pro tento týdeník psal články. Zemřel po krátké nemoci v Newcastle ve věku 44 let a zde je také pochován.

## Dílo
- Love in a Mist (1747), komedie.
- Poems (1766), kniha básní